# Mario García Torres
Mario García Torres (1975, Monclova, Coahuila, Mèxic) és un artista contemporani Mexicà.

## Biografia
L'interès de Mario García Torres per l'art va començar de molt jove, quan acompanyava a la seva mare que era guia a un museu de la seva ciutat natal. Es va llicenciar en art a Monterrey i, posteriorment, va continuar la seva formació a l'Institut d'Arts de Califòrnia (CalArts), on va realitzar la seva primera obra d'art conceptual: El que passa a Halifax es queda a Halifax, un diaporama de 36 fotografies on es fa un petit homenatge a aquest tipus d'art.
Ha exposat en grup i també ha realitzat moltes exposicions individuals incloent el Museu Reina Sofia, Madrid (2010), l'Espai 13 de la Fundació Joan Miró de Barcelona (2009), el museu contemporani Thyssen-Bornemisza Art, Viena (2008), Kadist Art Foundation, Paris (2007), Stedelijk Museum, Amsterdam (2007), Frankfurter Kunstverein de Frankfurt (2007), Biennal de Venècia (2007), Musée d'Art Moderne de la Ville de Paris (2004, 2005 i 2007), MCA Chicago (2007), Tate Modern de Londres (2007) i la Biennal de Moscou (2007). Va ser el guanyador del Premi Cartier a la Fira d'Art Frieze (2007) i actualment té la seu a los Angeles, Califòrnia.

## Obra
Mario García Torres treballa a partir d'elements molt concrets de la Història de l'Art, del cinema, d'altres artistes, de fets del passat, etc. Fa investigacions sobre històries ocultes o fets que encara no s'han resolt. García Torres escull una sèrie de mitjans tecnològics, a les seves intervencions: projeccions de diapositives, pel·lícules i instal·lacions, replanteja la història de l'art contemporani d'una manera personal per crear el que s'ha anomenat una "estètica de la informació".